# Katarzyna Anna Parzych-Blakiewicz
Katarzyna Anna Parzych-Blakiewicz (ur. 1968) – polska teolog katolicka, teolog dogmatyk, doktor habilitowany, nauczyciel akademicki na Wydziale Teologii Uniwersytetu Warmińsko-Mazurskiego w Olsztynie (UWM).

## Życiorys
W 2000 uzyskała w Papieskiej Akademii Teologicznej w Krakowie stopień naukowy doktora nauk teologicznych na podstawie rozprawy pt. Dialog jako metoda ewangelizacji współczesnego świata według Jana Pawła II. W 2011, na Wydziale Teologii UWM w Olsztynie, otrzymała stopień doktora habilitowanego nauk teologicznych; rozprawa habilitacyjna pt.: Teologia historiozbawcza w dogmatyce polskiej XX wieku (Olsztyn 2010).
W 2012 objęła stanowisko profesora nadzwyczajnego w Katedrze Teologii Dogmatycznej i Fundamentalnej Wydziału Teologii UWM w Olsztynie, w 2015 została jej kierownikiem. W latach 2016–2019 była prodziekanem ds. nauki na Wydziale Teologii UWM w Olsztynie. Jest przewodniczącą zespołu redakcyjnego rocznika naukowego „Forum Teologiczne”.

## Obszary badań i zainteresowań naukowych
- teologia dialogu
- teologia świętych - "hagiologia"
- mariologia
- antropologia teologiczna
- sakramentologia
- eklezjologia
- teologia mass mediów

## Wybrane publikacje
- zob. ResearchGate[6].
- zob. Academia.edu[7]